# 타흐리르 광장

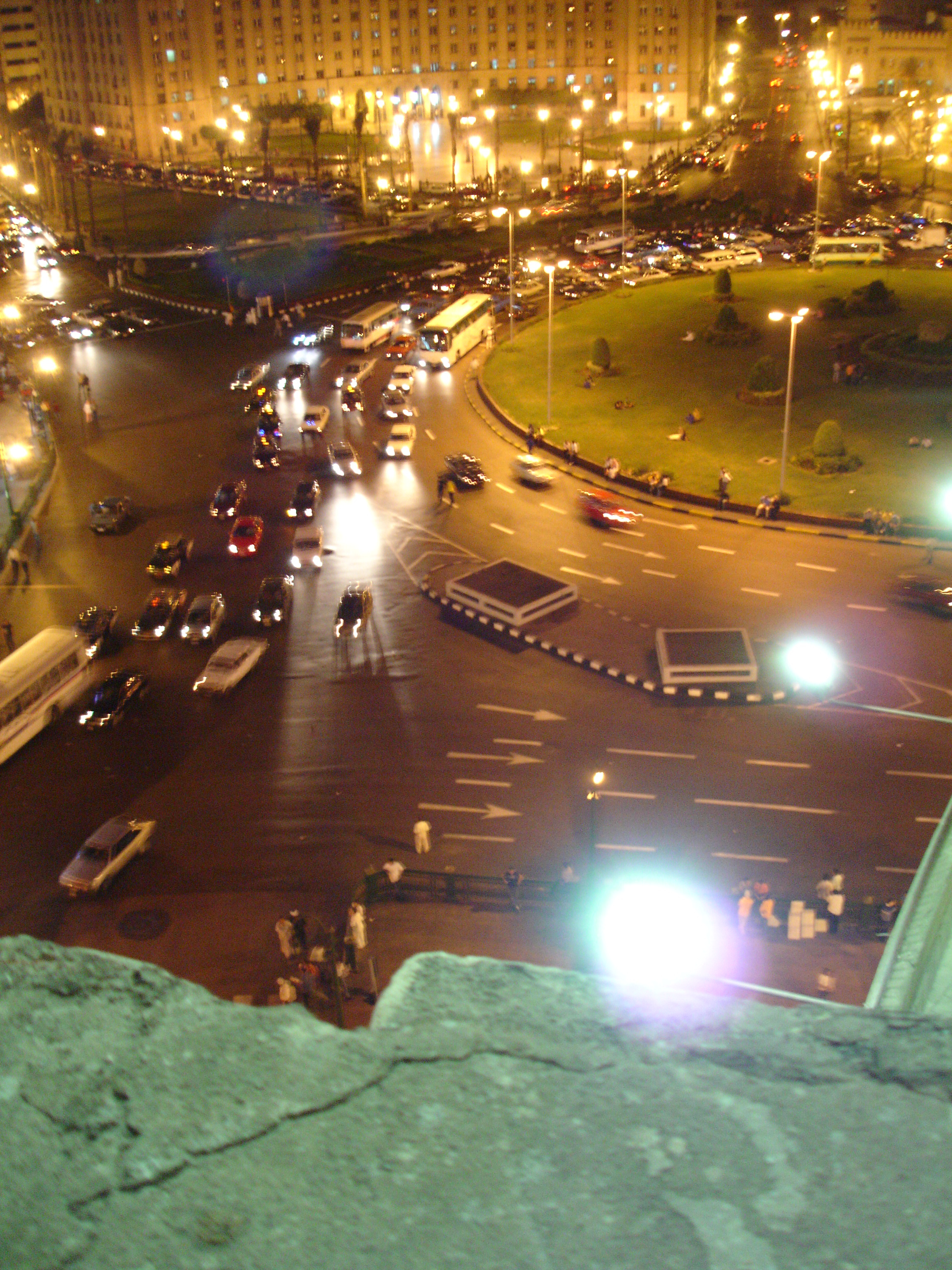
타흐리르 광장

타흐리르 광장(Tahrir Square)는 이집트 카이로에 있는 광장이다. 2011년 이집트 혁명과 호스니 무바라크 대통령의 사임이 이곳에서 발생하였다.